# Granulat marin
Les granulats marins sont des granulats élaborés à partir de matériaux extraits du sol et du sous-sol de la mer.

## Matériaux concernés
- Matériaux siliceux (sable et graviers)
- Matériaux calcaires (sables coquilliers, maërl...)

## Méthodes d'extraction
Les granulats marins peuvent être extraits par une méthode à poste fixe (drague ancrée, plateforme), ou par des dragues avec des systèmes d'aspiration en marche

## Impacts de l'extraction des sédiments
L'extraction de sédiments marins peut avoir des impacts négatifs sur l'environnement et sur les autres activités marines. L'intensité de ces impacts dépend beaucoup du choix de la zone d'extraction, et des modalités d'exploitation.  

### Impacts environnementaux
Erosion : Le prélèvement de sédiments au voisinage de la côte peut déséquilibrer localement le bilan sédimentaire, et entraîner l'intensification de l'érosion côtière (éboulement de falaises, réduction ou disparition de plages...)
Destruction de la faune et de la flore benthique : les organismes contenus dans le benthos (faune et flore) sont en général détruits lors de l'extraction.
Augmentation de la turbidité : le panache de sédiments légers mis en suspension lors du prélèvement ou rejetés avec les eaux de « surverse » peut entraîner une augmentation importante de la turbidité, nuisible au développement de la flore (photosynthèse) et donc la faune.

### Autres impacts
Les impacts sur le milieu dans certaines zones sensibles (frayères, nourriceries) peuvent entraîner des incidences directes sur certaines activités comme la pêche.
Les particules fines mises en suspension peuvent avoir des conséquences négatives pour d'autres activités (conchyliculture, baignade...)

## Usages

### Bâtiment et travaux publics
Les granulats marins sont utilisés principalement dans le bâtiment et les travaux publics, où ils remplacent les matériaux terrestres équivalents, notamment pour les usages exigeants (qualité, forme...) comme la confection des bétons hydrauliques (sables siliceux).
Contrairement à une croyance répandue, il n'y a dans ce domaine aucun inconvénient à utiliser des matériaux marins, pour peu qu'ils soient traités (un simple rinçage suffit le plus souvent).

### Amendement agricole
Les matériaux calcaires peuvent être utilisés en amendement agricole. C'est notamment le cas pour le maërl (squelettes calcaires d'algues à croissance lente), essentiellement en Bretagne.
En région Pays de la Loire, ces granulats se sont substitués à ceux traditionnellement extraits dans le lit du fleuve pour l'utilisation maraîchère.
La célèbre mâche Nantaise bénéficie ainsi d'une Indication Géographique Protégée qui spécifie, dans les éléments justifiant les liens avec l'origine géographique, l'utilisation traditionnelle de sable d'origine fluviale provenant de la Loire et de son estuaire

### Gestion de l'érosion côtière
Sur les côtes en érosion (naturelle ou du fait des activités humaines), il est possible de ralentir ou limiter l'érosion en apportant des sédiments (sable...), qui proviennent généralement du fond de la mer (pour des raisons économiques, mais aussi techniques : granulométrie, etc.). 
Ces sédiments peuvent être déversés en mer, à proximité des zones érodées, ou directement sur les plages menacées (rechargement de plages).

### Autres usages
Le maërl est aussi employé dans la filière de potabilisation de l'eau, notamment comme correcteur de PH

## Production
L'essentiel des granulats utilisés dans le monde sont d'origine terrestre ; mais la part des granulats marins est importante dans certains pays (Japon, Grande-Bretagne...).
En France, seule une faible part des granulats provient de la mer (environ 7 millions de tonnes par an en 2005, pour une consommation totale de l'ordre de 400 millions de tonnes par an). Ils sont extraits principalement au voisinage des estuaires des grands fleuves (Seine, Loire, Gironde).
Les surfaces directement concernées par les extractions ne dépassaient pas quelques kilomètres carrés en 2005.